# Tonotopia
La Tonotopia (dal greco tono- e topos = luogo: luogo dei toni) è una distribuzione spaziale di dove i suoni sono percepiti, trasmessi o ricevuti. Si riferisce al fatto che i toni tra di loro vicini in termini di frequenza sono rappresentati topologicamente nel cervello da neuroni vicini tra di loro. Le mappe tonotopiche sono un caso particolare di una organizzazione topografica.
È presente tonotopia nella coclea all'interno della membrana basilare, una struttura presente dentro l'orecchio interno che invia le informazioni sui suoni al cervello. 
È presente tonotopia anche nella Corteccia cerebrale uditiva, la parte del cervello che riceve ed interpreta le informazioni sui suoni.